# Malleola penangiana
Malleola penangiana là một loài thực vật có hoa trong họ Lan. Loài này được (Hook.f.) J.J.Sm. & Schltr. mô tả khoa học đầu tiên năm 1913.